# Коробово (Торжокский район)
Коробово — деревня в Торжокском районе Тверской области. Входит в Яконовское сельское поселение.

## География
Деревня расположена на окраине крупного лесного массива, в двух километрах к северо-западу от центра сельсовета — Яконово и в 30 километрах от райцентра — Торжка.
В деревне есть пруд, заросший тиной, рядом с ним стояла шаха, которая в наше время уже разрушилась; в 1980-90-х годах шаха была наполнена коровами и козами. Сейчас пруд зарос, рыбы очень мало: уклейка, карась и ещё несколько видов рыб. Около пруда есть лес в нём можно собрать грибы, ягоды. Но нужно и опасаться и хищных животных, летом ночью на «прогулку» выходит волк, лиса. Зимой по деревне редко ходят медведи.
Ближайшие населённые пункты: Яконово, Красная горка, Удальцово, Ям.

## История
На географической карте Новоторжского уезда 1777 года (Государственный архив Тверской области) деревня Коробово указана как "Сельцо Новгородское". Исторически находилась на границе Деревской пятины (новгородские земли). На 1859 год в Коробово проживало 189 человек в 17 дворах. К 1884 году население увеличилось до 163 человек (из них 15 бобылей) в 33 дворах. На тот момент деревня входила в Поведскую волость Новоторжского уезда. Ближайшая земская школа была в селе Головорезово (ныне Красная Горка) (посещало 9 мальчиков из деревни), а церковно-приходская — в селе Яконово (1 мальчик). К началу Великой Отечественной войны в деревне было 60 домов.
Сейчас в деревне осталось 27 домов: 11 — жилые, 10 — дачные, 6 — заброшенные.

## Инфраструктура
Продукты и хлеб привозят машины 2 раза в неделю и приезжает почта. Есть 2 поля одно косят на сено а другое заброшенное.
Есть 3 колонки и колодец (рядом с карьером); две колонки рабочие, одна — заброшенная.

## Топографические карты
- Лист карты O-36-106 Торжок. Масштаб: 1 : 100 000. Состояние местности на 1980 год. Издание 1984 г.
- Лист карты O-36-XXIX Торжок. Масштаб: 1 : 200 000. Состояние местности на 1982 год. Издание 1986 г.